# Rhododendron maxwellii
Rhododendron maxwellii är en ljungväxtart som beskrevs av L. S. Gibbs. Rhododendron maxwellii ingår i släktet rododendron, och familjen ljungväxter. Inga underarter finns listade i Catalogue of Life.